# Bruce Foxton
Bruce Douglas Foxton (nascut l'1 setembre 1955) és un cantant anglès, compositor i músic.
La carrera de música d'en Foxton fa més de 40 anys. Va arribar a destacar a la fi dels anys 1970 com a baixista i vocalista de punk rock i mod de revival de The Jam. Ocasionalment va interpretar les veus principals, com en les cançons "News of the World", "David Watts" i "Smithers-Jones". Després de la ruptura de la banda, va seguir una breu carrera en solitari publicant un àlbum d'estudi, Touch Sensitive, el 1984, i va tocar en diverses bandes, incloent Sharp amb l'exJam Rick Buckler, abans d'unir-se a Stiff Little Fingers el 1990.
Després de deixar SLF durant 2007, Foxton oficialment es va unir a Rick Buckler i els membres de la seva banda-tribut The Gift per anar de gires sota el nom From The Jam

## Educació i vida primerenca
Bruce Douglas Foxton va néixer l'1 de setembre de 1955, en Woking, Surrey, Anglaterra, dels pares Henry i Helen. Va créixer a Albert Drive, Sheerwater i va ser el més jove de tres nois. Va assistir a Sheerwater Junior i Secondary, on va mostrar una gran habilitat en el futbol i el dibuix tècnic. El 1972, va deixar l'escola per treballar amb el seu germà Derek en una impremta. Mentre estava formant una banda amb els seus col·legues en el treball, va abandonar el projecte per la seva frustració per manca de progrés i, en canvi, va optar per unir-se als Jam, tot i que al principi tenia dubtes sobre les freqüents versions de vells hits que feia la banda.

## Carrera
Juntament amb el baterista Rick Buckler, va formar la secció de ritme de The Jam, que estava al capdavant del cantant, guitarrista i compositor Paul Weller. Foxton es va unir a la banda com a guitarrista principal (Weller va tocar el baix), però la parella va canviar de paper després de la sortida del guitarrista Steve Brookes. Durant el seu temps, amb la banda, Foxton va tocar la veu principal en diversos temes, entre els quals destaquen els senzills "David Watts" (una versió de la pista de Kinks) i "News of the World", que era la seva pròpia composició. Foxton també va escriure una sèrie d'altres cançons, la més notable "Smithers-Jones", pensada com rock senzill per al costat B de "When You're Young" i posteriorment es va tornar a treballar amb cordes per a l'àlbum Setting Sons. Després que Foxton es va unir a Stiff Little Fingers (SLF) en 1990, la banda regularment tocaria en viu la cançó.
Mentre que era en Jam, Foxton va descobrir la banda de New Wave the Vapors i els van oferir dues aparicions en la gira de maig de 1979 de Jam. La banda va ser dirigida per John Weller, el pare de Paul. The Vapors van gaudir d'èxit més gran en EUA que The Jam, amb el senzill Turning Japanese dintre del Top40, però van trencar el grup poc després.
Després del trencament de Jam el 1982, Foxton va seguir una breu carrera en solitari i va llançar l'àlbum d'estudi, Touch Sensitive, el 1984. Va tenir petits premis al Regne Unit en 1983 i 1984 amb els singles "Freak", "This Is the Way" i "It Makes Me Wonder"
En Foxton va romandre amb SLF durant 15 anys, durant els quals van enregistrar cinc àlbums, és a dir, Flags and Emblems, Get a Life, Tinderbox, Hope Street i Guitar and Drum. Durant el seu temps amb la banda, va escriure i co-va escriure diverses pistes i, juntament amb el vocalista principal Jake Burns, van liderar la banda durant un temps després que Russel Emmanuel renunciés al paper.
El 1994, Foxton i Buckler van col·laborar a The Story, una biografia dels seus anys en The Jam. Va ser al voltant d'aquest moment que es va convertir en una font de fascinació per als locutors Stewart Lee i Richard Herring en els seus espectacles de música i comèdia de la BBC Radio 1.
El 2006, Foxton va viatjar amb Bruce Watson, Mark Brzezicki i Simon Townshend com el Club Casbah. Quan aquesta banda va donar suport a The Who al Regne Unit, Foxton es va trobar Paul Weller entre bastidors per primera vegada en gairebé 25 anys.
Al febrer de 2007, Foxton i Buckler van anunciar que tornarien a estar de gira com From the Jam, amb membres de la banda de tribut a Jam de Buckler. Dins març 2008, van anar de gira per Austràlia i Nova Zelanda – primer cop per Foxton i Buckler. Un concert complet (gravat a l'Astoria de Londres el desembre de 2007) va ser llançat en DVD el 2008 a través del segell de música indie Invisible Hands Music.
El 5 de maig de 2009, Foxton va assistir al funeral de John Weller pare d'en Paul, que hi havia estat peça claul en l'èxit de The Jam. Foxton va tocar el baix i va contribuir amb el suport de les cançons "Fast Car / Slow Traffic" i "She Speaks" incloses en l'àlbum solista de Weller, Wake Up the Nation, llançat a l'abril de 2010. El 25 de maig de 2010, al Royal Albert Hall, Foxton es va unir Weller a l'escenari per primera vegada en 28 anys, per realitzar tres cançons, "Fast Car / Slow Traffic", "The Eton Rifles" i "The Butterfly Collector".
L'1 d'octubre de 2012, Foxton va publicar Back to the Room, el seu primer disc en 30 anys. Va ser finançat pels fans a través de PledgeMusic i llançat en Absolute via Universal Co-escrit amb el cantant de 'From The Jam' Russell Hastings, i amb el baterista Mark Brzezicki, músics convidats inclosos Paul Weller. Weller va actuar en tres temes, el single "Number Six", "Window Shopping" i "Coming on Strong".
Al novembre de 2016, "Smash the Clock", una segona col·laboració amb Russell Hastings, va ser llançada en Absolute amb ressenyes generalment favorables. Una vegada més va comptar amb diversos músics convidats, com ara Paul Weller. "Get Ready to Rock", revista / bloc en línia, en la seva crítica, va escriure: "Foxton i Hastings poden no donar-me les gràcies per dir-ho, però aquest és probablement el millor àlbum que Paul Weller mai va fer"

## Vida personal
A primeries de 2009, la muller de Foxton, Pat, que hi havia treballat en relacions públiques per United Artists i CBS, va morir de càncer de pit.

### Discografia en solitari

#### Àlbums d'Estudi
(UK Albums Chart: Carta o registre de la posició de l'obra quant a vendes d'àlbums musicals al Regne Unit)
| Any  | Títol            | Discogràfica | UK Albums Chart |
| ---- | ---------------- | ------------ | --------------- |
| 1984 | Touch Sensitive  | Arista       | 68              |
| 2012 | Back in the Room | Absolute     | –               |
| 2016 | Smash the Clock  | Absolute     | 31              |

#### Senzills
(UK Singles Chart: Carta o registre de la posició de l'obra en quant a vendes de senzills o discs de curta durada al Regne Unit)
| Any  | Títol                                                                 | Cara-B                                    | Àlbum            | UK Singles Chart |
| ---- | --------------------------------------------------------------------- | ----------------------------------------- | ---------------- | ---------------- |
| 1983 | "Freak"                                                               | "Writing's on the Wall"                   | Touch Sensitive  | 23               |
| 1983 | "This Is the Way"                                                     | "Sign of the Times"                       | Touch Sensitive  | 56               |
| 1984 | "It Makes Me Wonder"                                                  | "Trying to Forget You (Instrumental Mix)" | Touch Sensitive  | 74               |
| 1984 | "S.O.S. My Imagination"                                               | "25 or 6 to 4"                            | Touch Sensitive  | –                |
| 1986 | "Play This Game to Win"                                               | "Welcome to the Hero"                     | Non-album single | –                |
| 2012 | "Don't Waste My Time" [Promo-only] (Convidat especial: Steve Cropper) | –                                         | Back in the Room | –                |
| 2012 | "Number Six" [Promo-only] (Presentant Paul Weller)                    | –                                         | Back in the Room | –                |